# Бериг
Бериг — легендарный вождь готов, возглавивший передвижение гото-гепидских племён с территории Скандинавии на территорию польского северного Поморья. Основным источником по истории Берига является труд готского историка Иордана «Гетика».

## Биография
Согласно Иордану, вождь готов Бериг высадился с трёх кораблей на побережье Гданьского залива в начале I века во главе войска готов. На этих трёх судах было три будущих племени: тервинги, грейтунги и гепиды. Высадившись на данной территории, готы вытеснили племена ругов и вандалов, образовав при этом новую Вельбарскую культуру. Впоследствии, через пять поколений, готы под предводительством вождя Филимера выдвинулись на юг, в сторону Северного Причерноморья.

## В искусстве
- Шведская группа Therion посвятила Беригу песню Three Ships of Berik в двух частях на альбоме Lemuria (2004).